# NGC 6239
NGC 6239 (другие обозначения — UGC 10577, MCG 7-35-1, ZWG 225.2, ZWG 224.105, IRAS16484+4249, PGC 59083) — спиральная галактика с перемычкой (SBb) в созвездии Геркулес.
Этот объект входит в число перечисленных в оригинальной редакции «Нового общего каталога».